# Suore del Santo Natale
Le Suore del Santo Natale, dette Nataline, sono un istituto religioso femminile di diritto pontificio.

## Storia
La congregazione fu fondata a Torino nel 1890 dal sacerdote Francesco Bono (1834-1914), vicario parrocchiale di Pozzo Strada, insieme con Giuseppina Cavagnero.
L'istituto ricevette il pontificio decreto di lode il 21 dicembre 1949 e le sue costituzioni vennero approvate definitivamente dalla Santa Sede il 24 dicembre 1958.

## Attività e diffusione
Sorte per l'assistenza alle bambine orfane e abbandonate, le Nataline si dedicano anche all'istruzione e all'educazione cristiana della gioventù, alle opere parrocchiali e alla cura di anziani e ammalati.
Oltre che in Italia, sono presenti in India, Burkina Faso, Mali; la sede generalizia è a Torino.
Alla fine del 2008 la congregazione contava 130 religiose in 16 case.